# デッサウ・ヴェルリッツの庭園王国

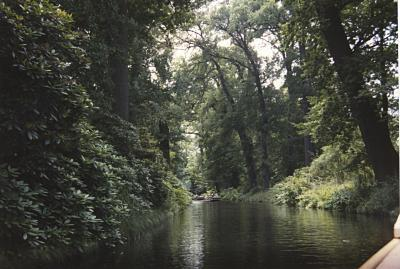
数多い運河の一つに浮かんだゴンドラからの眺め

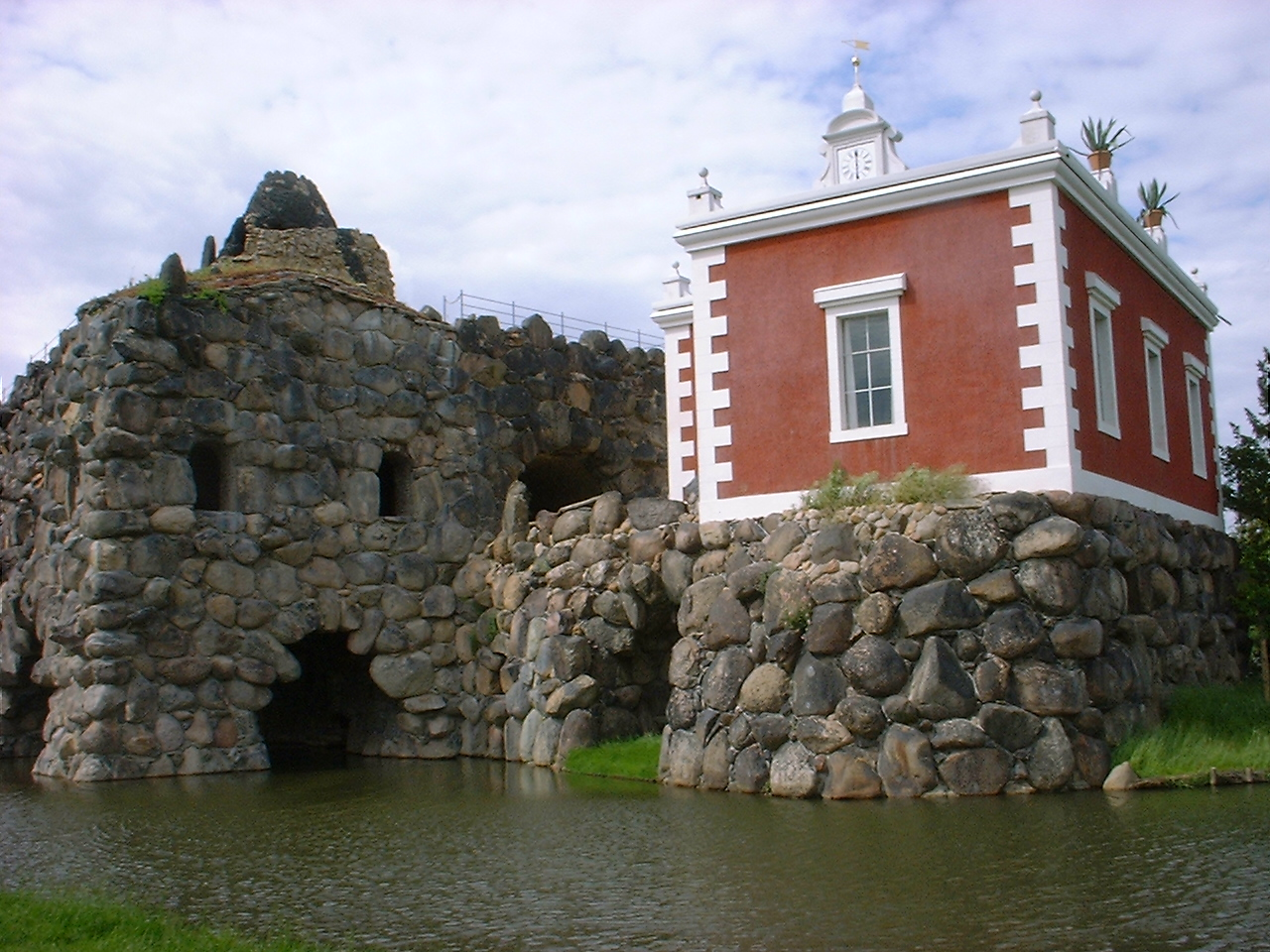
岩の島シュタインとハミルトン邸

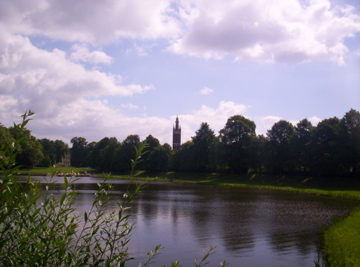
ヴェルリッツ湖

デッサウ・ヴェルリッツの庭園王国（独: Dessau-Wörlitzer Gartenreich、デッサウ-ヴェルリッツァー・ガルテンライヒ）は、ドイツおよび大陸ヨーロッパにおける最初にして最大級の英国式庭園である。「ヴェルリッツの英国式庭園」とも呼ばれる。この庭園は、18世紀後半にアンハルト＝デッサウ侯レオポルト3世・フリードリヒ・フランツによって創設された。この庭園はエルベ川の一時的な支流（ふたたび本流に合流する）沿いに位置し、水に恵まれている。
公園の起源は17世紀にこの地の領主であるアンハルト＝デッサウ侯ヨハン・ゲオルク2世がオランダ総督フレデリック・ヘンドリックの娘ヘンリエッテ・カタリーナと結婚したときまで遡る。ヘンリエッテ・カタリーナはネーデルラント地方から、オラニエンバウム（Oranienbaum）の街や公園のレイアウトを手がけた技術者や建築家の一団を引き連れてきた。
オランダの影響はその後何十年にも亘ってアンハルト＝デッサウでは流行りのスタイルであり続け、英国びいきの侯爵レオポルト3世が、ドイツ初の新古典主義建築であるヴェルリッツ城（Schloss Wörlitz, 1769年 - 1773年）を手がけたフリードリヒ・ヴィルヘルム・フォン・エルトマンスドルフ（Friedrich Wilhelm von Erdmannsdorff）を雇ったときもそうであった。レオポルトのために英国式庭園をデザインした造園家のヨハン・フリードリヒ・アイザーベック（Johann Friedrich Eyserbeck）は、イギリスの先例であるクレアモント庭園（Claremont Landscape Garden）、スタウアヘッド（Stourhead）、ストウ庭園（Stowe Landscape Garden）などに多くを負っていた。
ジャン＝ジャック・ルソーの哲学とヨハン・ヨアヒム・ヴィンケルマンの美学は、デッサウ・ヴェルリッツの庭園設計の根底に存在している。ルソーは農業の中に日々の生活の基礎を見出し、自然の景観が持つ教育上の役割も指摘した。庭園の中で最も優雅な景観を持つのはルソー島だが、これがルソーの埋葬されたエルムノンヴィルの島を模倣したものであるのは驚くに当たらない。
庭園王国でおよそ 25 km にわたって見られる小さな建造物群は、中央ヨーロッパの建築に広範囲な波及効果をもたらした。1774年にエルトマンスドルフによって建設が始められたゴシック・ハウスは、大陸ヨーロッパにおける最初期のゴシック・リヴァイヴァル建築（ネオ・ゴシック様式）の一つである。1790年には、ウィリアム・チェンバーズの理論に従ってシノワズリ庭園がオラニエンバウムに整備された。19世紀初頭には、Riesigk（1800年）、ヴェルリッツ（1809年）、フォッカーローデ（Vockerode,1811年）などにネオ・ゴシック様式の教会が相次いで建てられ、景観はいっそう趣深さを増した。
庭園王国は、1930年代に鉄道と高速道路が通ったことで、4区画に分かれる形になった。

## 世界遺産

### 登録基準
この世界遺産は世界遺産登録基準のうち、以下の条件を満たし、登録された（以下の基準は世界遺産センター公表の登録基準からの翻訳、引用である）。
- (2) ある期間を通じてまたはある文化圏において、建築、技術、記念碑的芸術、都市計画、景観デザインの発展に関し、人類の価値の重要な交流を示すもの。
- (4) 人類の歴史上重要な時代を例証する建築様式、建築物群、技術の集積または景観の優れた例。